# Campeonato Sul-Americano de Futebol Sub-19 de 1974
O Campeonato Sul-Americano de Futebol Juvenil de 1974 foi a sexta edição dessa competição organizada pela Confederação Sul-Americana de Futebol (CONMEBOL), na época para jogadores com até 19 anos de idade. Realizou-se pela segunda vez na história no Chile, entre os dias 3 e 24 de março nas cidades de Santiago, Concepción e Arica.
O Brasil conquistou o título da categoria pela primeira vez após superar o Uruguai na final por 2 a 1.

## Equipes participantes
Nove das dez equipes filiadas a CONMEBOL estiveram no torneio, marcado por uma nova ausência da Bolívia, que havia feito sua estreia na edição anterior. O Equador retornou a disputa após ausentar-se em 1971.
| Grupo A - Argentina - Equador - Paraguai - Peru | Grupo B - Brasil - Chile - Colômbia - Uruguai - Venezuela |

## Primeira fase
Nota: Na época a vitória valia dois (2) pontos.

### Grupo A
| Time      | Pts | J | V | E | D | GP | GC | SG |
| --------- | --- | - | - | - | - | -- | -- | -- |
| Paraguai  | 5   | 3 | 2 | 1 | 0 | 5  | 1  | +4 |
| Argentina | 4   | 3 | 1 | 2 | 0 | 3  | 2  | +1 |
| Peru      | 3   | 3 | 1 | 1 | 1 | 2  | 2  | 0  |
| Equador   | 0   | 3 | 0 | 0 | 3 | 0  | 5  | -5 |

| 8 de março, 1974  |     |          |  |       |
| Argentina         | 1–0 | Equador  |  | Arica |
| Paraguai          | 1–0 | Peru     |  |       |
| 10 de março, 1974 |     |          |  |       |
| Argentina         | 1–1 | Paraguai |  | Arica |
| 13 de março, 1974 |     |          |  |       |
| Peru              | 1–0 | Equador  |  |       |
| 16 de março, 1974 |     |          |  |       |
| Paraguai          | 3–0 | Equador  |  |       |
| 17 de março, 1974 |     |          |  |       |
| Argentina         | 1–1 | Peru     |  | Arica |

### Grupo B
| Time      | Pts | J | V | E | D | GP | GC | SG  |
| --------- | --- | - | - | - | - | -- | -- | --- |
| Brasil    | 7   | 4 | 3 | 1 | 0 | 14 | 2  | +12 |
| Uruguai   | 5   | 4 | 2 | 1 | 1 | 7  | 4  | +3  |
| Chile     | 3   | 4 | 1 | 1 | 2 | 4  | 6  | -2  |
| Venezuela | 3   | 4 | 1 | 1 | 2 | 3  | 8  | -5  |
| Colômbia  | 2   | 4 | 1 | 0 | 3 | 4  | 12 | -8  |

| 1 de março, 1974  |     |           |  |            |
| Uruguai           | 3–1 | Colômbia  |  | Concepción |
| Chile             | 1–1 | Venezuela |  |            |
| 6 de março, 1974  |     |           |  |            |
| Brasil            | 4–0 | Venezuela |  |            |
| Chile             | 3–0 | Colômbia  |  |            |
| 10 de março, 1974 |     |           |  |            |
| Uruguai           | 2–0 | Chile     |  |            |
| Brasil            | 6–1 | Colômbia  |  |            |
| 13 de março, 1974 |     |           |  |            |
| Brasil            | 1–1 | Uruguai   |  |            |
| Colômbia          | 2–0 | Venezuela |  |            |
| ??, 1974          |     |           |  |            |
| Venezuela         | 2–1 | Uruguai   |  |            |
| Brasil            | 3–0 | Chile     |  |            |

## Semifinal
| 22 de março | Paraguai | 0 – 3 | Uruguai | Santiago |
|             |          |       |         |          |

| 22 de março | Brasil | 2 – 0 | Argentina | Santiago |
|             |        |       |           |          |

## Disputa pelo terceiro lugar
| 24 de março | Paraguai | 1 – 0 | Argentina | Santiago |
|             |          |       |           |          |

## Final
| 24 de março | Uruguai | 1 – 2 | Brasil | Santiago |
|             |         |       |        |          |

| Campeão          |
| ---------------- |
| BRASIL 1º título |